# آئودی ۵۰
آئودی ۵۰ (Audi ۵۰) خودرویی است که در سال‌های ۱۹۷۴ تا ۱۹۷۸ ۱۸۰،۸۱۲ built تولید شده‌است. طراحی آن موتور جلو و خودرو محور جلو بوده طول آن در حالت طبیعی ۳٬۵۱۰ میلیمتر (۱۳۸٫۲ اینچ) و عرض آن در حالت طبیعی ۱٬۵۶۰ میلیمتر (۶۱٫۴ اینچ) است. سیستم جعبه‌دندهٔ آن ۴ دنده به صورت دستی است.

## نگار خانه

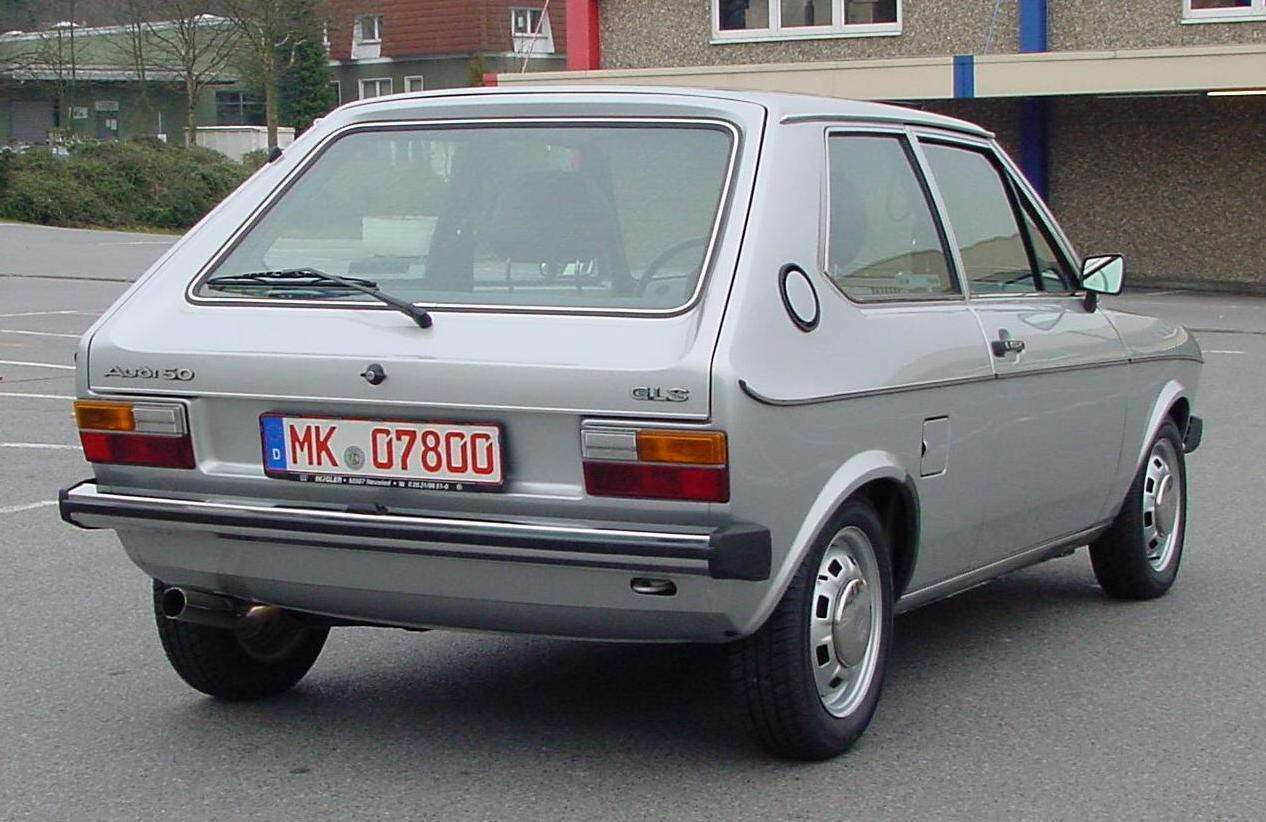